# Hans van Blijderveen
Hans van Blijderveen (Zwijndrecht, 1957) is een Nederlandse organist, zanger en dirigent.

## Biografie
Hans van Blijderveen ontving op 7-jarige leeftijd zijn eerste orgellessen van de toenmalige organist van de Grote Kerk te Dordrecht, Cor Visser, en later bij zijn opvolger, Arie J. Keijzer. Tot 1990 was Van Blijderveen een van de vaste organisten van de Julianakerk te Dordrecht.
Verder heeft Van Blijderveen koordirectie gestudeerd. In 1983 behaalde hij, na een studie via de Bond van Zangverenigingen, zijn diploma koordirigent. Hierna volgde hij nog enige tijd directielessen bij de Dordtse musicus Aad Vos, en in diezelfde periode startte hij een studie solozang bij de zangpedagoge Trudi Koeleman. Vervolgens studeerde hij van 1995 tot 1999 koordirectie aan de Hogeschool Gorinchem (Instituut Dirigenten Educatie) bij de musicus Joop Schets.
Op dit moment is Van Blijderveen koordirigent van een drietal zangkoren: 	 
- Christelijk Gemengd Koor "Asaf" uit Papendrecht
- "Christelijk Krimpens Mannenkoor" uit Krimpen aan den IJssel
- Christelijk Gemengd Koor "Deo Cantemus" uit Rotterdam

Als koordirigent en als bassolist werkt Van Blijderveen regelmatig mee aan concerten en tv- en cd-opnamen. Hij concerteerde ook in het buitenland, onder andere in Engeland, Duitsland, Tsjechië en in Israël.
Naast koordirigent, (bas)solist en organist verzorgt Van Blijderveen stemvormingscursussen, schrijft hij koor- en  begeleidingsarrangementen en speelt hij orkest(begeleidings)banden in.
Van Blijderveen werd mede voor zijn veelzijdige muzikale activiteiten in 2011 koninklijk onderscheiden en benoemd tot Lid in de Orde van Oranje-Nassau.